# Ґженда (Вармінсько-Мазурське воєводство)
Ґженда (пол. Grzęda, нім. Sturmhübel) — село в Польщі, у гміні Біштинек Бартошицького повіту Вармінсько-Мазурського воєводства.
Населення — 142 особи (2011).

## Демографія
Демографічна структура станом на 31 березня 2011 року:
|          | Загалом | Допрацездатний вік | Працездатний вік | Постпрацездатний вік |
| -------- | ------- | ------------------ | ---------------- | -------------------- |
| Чоловіки | 77      | 21                 | 49               | 7                    |
| Жінки    | 65      | 9                  | 42               | 14                   |
| Разом    | 142     | 30                 | 91               | 21                   |